# Прокопчук, Евгений Вячеславович
Евгений Вячеславович Прокопчук (род. 24 марта 1994) — профессиональный спортсмен, дзюдоист, выступающий на международном уровне. Родился в Улус Улан Баяндаевского р-на г. Иркутск. Мастер спорта России международного класса. Член спортивной сборной команды Российской Федерации по дзюдо.

## Биография
Евгений Прокопчук родился 24 марта 1994 года.
Он завоевал медаль на чемпионате мира по дзюдо 2019 года.
Евгений Прокопчук получил благодарность президента Российской Федерации. Поощрение получено за серию побед на Всемирной летней универсиаде 2019 года в Италии.
28 августа 2021 года в составе команды клуба «Явара-Нева» занял первое место на клубном чемпионате России по дзюдо в Новороссийске.
15 января 2024 года объявил о завершении карьеры дзюдоиста.

## Спортивные достижения
- Бронзовый призер чемпионата мира (2019 — в команде) — ;
- Победитель Всемирной летней Универсиады (2019 — лично, в команде)[6][7]— ;
- Бронзовый призер Международного турнира «Большой шлем» (2019)[8] — ;
- Серебряный призер чемпионата России (2018) — ;
- Призер Всероссийских турниров (2017, 2018)[9] — ;